# 海峰園
海峰園（英語：Harbour Heights）位於香港北角炮台山，於1988年落成，是區內著名私人屋苑。發展商為太古地產，由富城集團以「海峰園物業管理有限公司」名義管理。項目在1987年以抽籤形式發售，其中南峰閣發售期間吸引大批買家排隊，全部單位在數小時內已經全部售出。其後在4月推售崇峰閣改為以抽籤發售。

## 簡介

### 住宅
海峰園由3幢樓高40層的住宅大廈組成，臨海而建，屬區內海旁少數高樓層大廈。屋苑共提供924個單位，面積由709平方呎至971平方呎，主要為三房一套房設計，實用率達86至90%。物業位置優越且環境清幽，享維多利亞港海景，向來受不少港島區中上產階級人士歡迎。
三座大廈中，座向以高峰閣最好，盡享永久維港臨海海景，可覽景觀從灣仔一直橫跨至中環，尖沙咀及東九龍一帶。唯因臨近東區走廊，在中環灣仔繞道連接段完工前，低層向海單位可能會如區內其他大型屋苑（像城市花園及和富中心等）的同類型單位般受到噪音影響。
由於樓齡已達20年以上，海峰園曾經進行大型翻新及維修工程。

### 商業大廈
項目的商業大廈原本屬於海峰園一部分，1987年10月，太古地產決定出售商厦權益，當時估計作價為2億。

### 停車場
而屋苑的停車場有別一般住宅，並非由發展商持有。老牌家族協成行自1991年以3050萬向太古地產購入。到2022年以2.18億售出，新買家為「磁帶大王」陳秉志。

## 大廈地址
- 高峰閣（Tower 1）－福蔭道5號
- 崇峰閣（Tower 2）－福蔭道3號
- 南峰閣（Tower 3）－福蔭道1號

## 屋苑設施
- 24小時保安服務
- 酒店式大堂
- 園藝花園
- 平台公園
- 多層停車場，提供119個車位

## 交通
步行至炮台山港鐵站僅需數分鐘。

### 主要交通幹道
- 電氣道
- 4號幹線
  - 維園道
  - 東區走廊
  - 中環灣仔繞道
- 英皇道

## 外部連結
- 太古地產住宅發展項目
- 海峰園憶舊 （页面存档备份，存于）